# Wolf Dietrich von Beichlingen
Wolf Dietrich von Beichlingen (lub Beichling) (ur. 13 kwietnia 1665 w Zschorna koło Radeburga, zm. 29 września 1725 tamże) – polityk saski.
Jego ojcem był Gottfried Hermann von Beichlingen (od 1701 hrabia Rzeszy), którego Wolf był najstarszym synem, matką była Perpetua Margaretha Beichling, z domu von Lüttichau, która zmarła, gdy Wolf miał 15 lat. Od 1685 roku Wolf studiował we Frankfurcie nad Odrą. Młodszy brat Wolfa Gottlob Adolph von Beichlingen był paziem na dworze saskim w Dreźnie.
Od 1699 roku Wolf Dietrich von Beichling był najwyższym kanclerzem (Großkanzler) i marszałkiem dworu (Oberhofmarschall) elektoratu Saksonii. Tak zwana niemiecka kancelaria istniała zaledwie od 1697 roku i przy jej pomocy elektor mógł kontrolować sprawy zagraniczne bez każdorazowego porozumiewania się ze stanami. Był też jednym z największych właścicieli ziemskich kraju. W kwietniu 1700 Beichling zakupił od króla za 200 000 talarów posiadłość Hoyerswerda, a nieco potem przyległe dobra w Bernsdorf za 10 000 talarów.
Wolf Dietrich zakochał się w Luizie von Rechenberg, córce brandenburskiego feldmarszałka Hansa Adama von Schöninga i wkrótce ją poślubił.
Intrygi, które prowadzili August Ferdinand von Pflugk, Anton Egon von Fürstenberg i Jakob Heinrich von Flemming, spowodowały niełaskę króla, w następstwie czego Beichlingena wraz z braćmi i bliskimi przyjaciółmi aresztowano w kwietniu 1703 roku i uwięziono w twierdzy Königstein. Szefem kancelarii po Beichlingu został marszałek dworu – Oberhofmarschall August Ferdinand von Pflugk bez tytułu kanclerskiego.
Dochodzenie przeciw niemu prowadził radca stanu Bernhard Zech. Gdy hrabina Cosel uzyskała u króla zgodę na wypuszczenie żony ministra, Luise von Rechenberg opuściła areszt w 1707. Pozostali aresztanci byli przetrzymywani do początków roku 1709. August II Mocny przyznał wówczas Beichlingowi pensję w wysokości 8000 talarów i oddał mu dobra. Ponieważ jednak posiadłość Zschorna ucierpiała wskutek nieobecności gospodarza i wymagała remontu, Beichiling i jego przyjaciel Georg Ludwig von Haxthausen zamieszkali na razie w Putzkau.
Wolf Dietrich von Beichling powrócił na dwór, lecz długoletnie więzienie go zmieniło. W lutym 1710 hrabina Cosel spytała: „Czy to możliwe, by król cenił tego człowieka i że tak żywa i radosna Rechenberg tak go mogła kochać?” (...Ist es möglich, daß der König diesen Mann geschätzt hat? Und daß die Rechenberg, die so viel Geist hat, diesen Mann so liebte?...)
Od 1711 Wolf Dietrich von Beichling znów zamieszkał w Zschorna, gdzie zmarł w 1725 roku.